# Limnophora mediolinea
Limnophora mediolinea är en tvåvingeart som beskrevs av Shinonaga 2005. Limnophora mediolinea ingår i släktet Limnophora och familjen husflugor. Inga underarter finns listade i Catalogue of Life.